# Ренато Карпентьєрі
Ренато Карпентьєрі (італ. Renato Carpentieri; 2 квітня 1943, Савіньяно-Ірпіно, Королівство Італія) — італійський актор театру та кіно, театральний режисер.

## Життєпис
Ренато Карпентьєрі народився 2 квітня 1943 року в Савіньяно-Ірпіно, що в провінції Авелліно, Італія. Після навчання на архітектора в Неаполі, з 1965 по 1974 рік Карпентьєрі працював організатором та театрально-кінематографічним промоутером групи «Нова культура» (італ. Nuova Cultura). У 1975 році він був співзасновником сценічної компанії Teatro dei Mutamenti, у якому він активно працював до 1980 року як режисер, актор та драматург.
Дебют Ренато Карпентьєрі в кіно відбувся у 1990-х роках, майже у п'ятдесят років, роллю у фільмі «Відкриті двері» Джанні Амеліо. З того часу він зіграв ролі майже в 70-ти кіно- телефільмах та телесеріалах, знявшись у фільмах таких режисерів, як Джанні Амеліо, Нанні Моретті, Габріеле Сальваторес Паоло та Вітторіо Тавіані, Маріо Мартоне тощо.
У 1993 році Карпентьєрі отримав премію «Срібна стрічка» Італійського національного синдикату кіножурналістів як найкращий актор за роль у стрічці Габріеле Сальватореса «Пуерто Ескондідо».
У 2017 році Ренато Карпентьєрі зіграв роль літнього адвоката Лоренцо в драмі Джанні Амеліо «Ніжність», за яку від відзначений як найкращий актор низкою італійських професійних кінонагород, зокрема національною кінопремією «Давид ді Донателло».
З 1995 року Карпентьєрі є художнім керівником неаполітанської сценічної компанії Libera Scena Ensemble.

## Фільмографія
| Рік  |    | Українська назва                   | Оригінальна назва                 | Роль                    |
| ---- | -- | ---------------------------------- | --------------------------------- | ----------------------- |
| 1990 | ф  | Відкриті двері                     | Porte aperte                      | Консоло                 |
| 1991 | ф  | Довірена особа                     | Il portaborse                     | Сарторіо                |
| 1992 | ф  | Викрадач дітей                     | Il ladro di bambini               | Марешалло               |
| 1992 | ф  | Смерть неаполітанського математика | Morte di un matematico napoletano | Луїджі Каччіпполі       |
| 1992 | ф  | Пуерто Ескондідо                   | Puerto Escondido                  | комісар Віола           |
| 1992 | ф  | Ніхто                              | Nessuno                           | директор                |
| 1993 | ф  | Флореаль                           | Fiorile                           | Массімо, літній чоловік |
| 1993 | ф  | Південь                            | Sud                               | Каннаваччуоло           |
| 1993 | ф  | Дорогий щоденник                   | Caro diario                       | Джерардо                |
| 1994 | ф  | Хлопчик-суддя Розаріо Леватіно     | Il giudice ragazzino              | Migliore                |
| 1994 | тф | Скільки залишилося до світанку     | A che punto è la notte            | Дон Пецца               |
| 1994 | кф | Прояв                              | La sveglia                        |                         |
| 1995 | с  | Вендета                            | Vendetta                          | Альдо                   |
| 1995 | ф  | Контролер                          | Il verificatore                   | старий майстер          |
| 1995 | ф  | Вороги дитинства                   | Nemici d'infanzia                 | Корсіні                 |
| 1997 | ф  | Жителі Везувію                     | I vesuviani                       |                         |
| 1997 | ф  | П'ять днів шторму                  | Cinque giorni di tempesta         |                         |
| 1997 | ф  | Артемізія                          | Artemisia                         | Ніколо                  |
| 1997 | ф  | Син Бакуніна                       | Il figlio di Bakunin              | Антоні Саба             |
| 1998 | ф  | Театр війни                        | Teatro di guerra                  | друг на вечірці         |
| 1998 | тф | Спалений будинок                   | La casa bruciata                  | панотець Ернесто        |
| 1999 | ф  | Рукопис Ван Геккена                | Il manoscritto di Van Hecken      |                         |
| 1999 | ф  | Осли                               | Asini                             | батько Ансельмо         |
| 1999 | ф  | Я забираю їх                       | I fetentoni                       |                         |
| 1999 | тф | Голос крові                        | La voce del sangue                |                         |
| 2000 | с  | Дон Маттео                         | Don Matteo                        | Vescovo                 |
| 2000 | с  | Команда                            | La squadra                        | Валеріо Кафассо         |
| 2000 | ф  | Життя інших людей                  | La vita altrui                    |                         |
| 2001 | тф | Час сумнівів                       | Piccolo mondo antico              |                         |
| 2002 | ф  | Життя інших людей                  | La vita degli altri               | Маріано                 |
| 2002 | ф  | Рада Єгипту                        | Il consiglio d'Egitto             | монсеньйор Айрольді     |
| 2005 | ф  | Три дні анархії                    | Tre giorni di anarchia            | Дон Віто Галло          |
| 2007 | тф | Людина милосердя                   | L'uomo della carità               | високоповажний Робатта  |
| 2007 | ф  | Сицилійці                          | Il dolce e l'amaro                | вікарій                 |
| 2009 | ф  | Фортапаш                           | Fortapàsc                         | Амато Ламберті          |
| 2010 | ф  | Ми вірили                          | Noi credevamo                     | Карло Поєріо            |
| 2011 | ф  | Цукерочка                          | Il gioiellino                     | Круско                  |
| 2011 | ф  | Небесне тіло                       | Corpo celeste                     | Дон Лоренцо             |
| 2012 | тф | Карузо                             | Caruso                            | принц Кастаглієтто      |
| 2012 | ф  | Відкриття світанку                 | La scoperta dell'alba             | Джованні Тоніні         |
| 2013 | ф  | Мистецтво бути щасливим            | L'arte della felicità             | дядько Лучано Комета    |
| 2014 | ф  | Неймовірна молода людина           | Il giovane favoloso               |                         |
| 2016 | ф  | Тканини мрій                       | La stoffa dei sogni               | Дон Вінченцо            |
| 2016 | ф  | Неприручений                       | L'indomptée                       | Карло, садівник         |
| 2017 | ф  | Сестри Вавилона                    | Babylon Sisters                   | професор Леоне          |
| 2017 | ф  | Ніжність                           | La tenerezza                      | Лоренцо                 |
| 2017 | мф | Кішка-Попелюшка                    | Gatta Cenerentola                 | комісар                 |
| 2017 | ф  |                                    | Ride                              | Чезаре                  |
| 2018 | ф  | Історія без імені                  | Una storia senza nome             |                         |

## Визнання
| Нагороди та номінації Ренато Карпентьєрі          | Нагороди та номінації Ренато Карпентьєрі           | Нагороди та номінації Ренато Карпентьєрі | Нагороди та номінації Ренато Карпентьєрі |
| Рік                                               | Категорія                                          | Фільм                                    | Результат                                |
| ------------------------------------------------- | -------------------------------------------------- | ---------------------------------------- | ---------------------------------------- |
| Премія «Давид ді Донателло»                       |                                                    |                                          |                                          |
| 1993                                              | Найкращий актор другого плану                      | Флореаль                                 | Номінація                                |
| 2018                                              | Найкращий актор                                    | Ніжність                                 | Перемога                                 |
| Італійський національний синдикат кіножурналістів |                                                    |                                          |                                          |
| 1993                                              | «Срібна стрічка» найкращому акторові другого плану | Пуерто Ескондідо                         | Перемога                                 |
| 1995                                              | «Срібна стрічка» найкращому акторові другого плану | Хлопчик-суддя Розаріо Леватіно           | Номінація                                |
| 2011                                              | «Срібна стрічка» року                              | Ми вірили                                | Перемога                                 |
| 2017                                              | Найкращий актор                                    | Ніжність                                 | Перемога                                 |
| Премія «Золота хлопавка»                          |                                                    |                                          |                                          |
| 1993                                              | Найкращий актор другого плану                      | Пуерто Ескондідо                         | Номінація                                |
| 1994                                              | Найкращий актор другого плану                      | Південь                                  | Номінація                                |
| 2017                                              | Найкращий актор                                    | Ніжність                                 | Перемога                                 |
| Премія «Золотий глобус» (Італія)                  |                                                    |                                          |                                          |
| 2017                                              | Найкращий актор                                    | Ніжність                                 | Перемога                                 |